# Kav ha-Yashar
Kav ha-Yashar (lett. La Giusta Misura; in ebraico קב הישר‎?) scritta dal rabbino Tzvi Hirsch Kaidanover, è una delle opere più rinomate della letteratura mussar degli ultimi tre secoli. Pubblicata per la prima volta nel 1705, è apparsa in più di 80 edizioni, in svariate lingue. Il libro fu reso famoso per aver confortato ed edificato gli animi delle comunità ebraiche d'Europa dopo i massacri di Khmelnytsky degli anni 1648-1649.
Moshe Idel ha descritto Kav Ha-Yashar come una "raccolta etico-cabalistica di storie, una guida morale e di tradizioni che riflette uno sforzo intenzionale di diffondere la Cabala safediana adottando uno stile molto più comprensibile in ebraico."